# Roger Busby
Pour les articles homonymes, voir Busby.
Roger Busby, né le 24 juillet 1941 à Leicester, est un auteur britannique de roman policier.

## Biographie
Dès 1959, Il travaille pour une agence d’informations, la Caters News Agency, puis est journaliste pour l’Evening Mail de Birmingham de 1966 à 1973.  Bien qu’il soit déjà un reporter professionnel, il fait des études supérieures en journalisme à l’Université Aston et obtient son diplôme en 1968, l’année même où il se marie et où paraît son premier roman policier Main Line Kill, écrit en collaboration avec Gerald Holtham.  À partir de 1973, il devient responsable du service de l’information des forces de police du Devon et des Cornouailles.
En 1969, il amorce une série de romans policiers ayant pour héros le détective-inspecteur Leric de Scotland Yard qui, tout comme ceux consacrés à partir de 1985 aux exploits du détective-inspecteur Tony Rowley, sont des récits de procédure policière qui reconstituent avec minutie l’authentique déroulement d’enquêtes policières.

## Œuvre

### Romans policiers

#### SérieDétective-inspecteur Leric
- Robbery Blue (1969) Publié en français sous le titre Une cartouche de trop, Paris, Librairie des Champs-Élysées, Le Masque no 1162, 1971
- The Frighteners (1970)
- Deadlock (1971)
- A Reasonable Man (1972) Publié en français sous le titre L’affaire est close, Paris, Librairie des Champs-Élysées, Le Masque no 1349, 1974
- Pattern of Violence (1973)

#### SérieDétective-inspecteur Tony Rowley
- The Hunter (1985)
- Snow Man (1987)
- Crackshot (1990)

#### Autres romans
- Main Line Kill (1968), en collaboration avec Gerald Holtham
- New Face in Hell (1976)
- Garvey’s Code (1978)
- High Jump (1992)

### Recueil de nouvelles
- Fading Blue (1984)

## Sources
- Jacques Baudou et Jean-Jacques Schleret, Le Vrai Visage du Masque, vol. 1, Paris, Futuropolis, 1984, 476 p. (OCLC 311506692), p. 87.
- (en) John M. Reilly (Ed.), Twentieth-century crime and mystery writers, New York, St. Martin's Press, coll. « Twentieth-century writers of the English language », 1982 (réimpr. 1991), 2e éd., 1568 p. (ISBN 978-0-312-82417-4, OCLC 6688156), p. 130-131.